# 赫尔沙伊德
赫尔沙伊德是德国莱茵兰-普法尔茨州的一个市镇。总面积4.04平方公里，总人口131人，其中男性60人，女性71人（2011年12月31日），人口密度32人/平方公里。